# Saint-Lambert (Montérégie)
Pour les articles homonymes, voir Saint-Lambert.
Saint-Lambert est une ville du Québec, située sur la Rive-Sud de Montréal, dans la région administrative de la Montérégie. En 2016, elle compte 21 861 habitants, appelés Lambertois. Sa population est généralement reconnue comme étant particulièrement nantie.
Sa devise est « Maximus in minimis », qui signifie « se montrer grand jusque dans les détails infimes » en latin.
Le patronat de la ville est confié à Saint Lambert.

## Histoire
La ville a été nommée en l'honneur de Lambert Closse, marchand, notaire seigneurial, sergent-major de la garnison de Ville-Marie et Gouverneur intérimaire de Montréal.
En 1636, le roi de France concédait ses seigneuries, dont celle de La Prairie, qui comprenait La Prairie de la Magdeleine et La Prairie de Saint-Lambert. La partie basse de cette dernière s'appelait le Mouillepied.
Mais c'est avec la construction du pont Victoria en 1854 que la petite localité prend son essor. La municipalité est officiellement créée le 1er juillet 1857. Son premier maire est Louis Bétournay.
Depuis, ses limites n'ont pratiquement pas changé. Saint-Lambert a grandi avec l'annexion de la ville de Préville le 3 mai 1969.

Vue du centre-ville, à l'intersection des rues Argyle et Victoria.

Le pont Victoria étant le plus vieux pont reliant Montréal à la Rive-Sud, et donc le premier lien ferroviaire entre la métropole québécoise et la ville de New York, Saint-Lambert a été un lieu de passage de marchandises pendant très longtemps, ce qui a durablement marqué son architecture. On trouve un peu partout des bâtiments de type industriel. Certains ont été convertis en loft comme l'usine Waterman, qui s'était installée dans la ville en 1908.
En 2007, la municipalité a fêté son 150e anniversaire en organisant de grandes festivités entre le 30 juin et le 14 décembre.
Parmi les premiers habitants de Saint-Lambert certains ont durablement laissé leurs traces. Parmi eux, on compte André Marsil et André Achin. Ils ont habité Saint-Lambert au XVIIIe siècle. La maison Marsil existe encore aujourd'hui et a pris le nom de « Musée Marsil », sur la rue Riverside au coin de Notre-Dame.

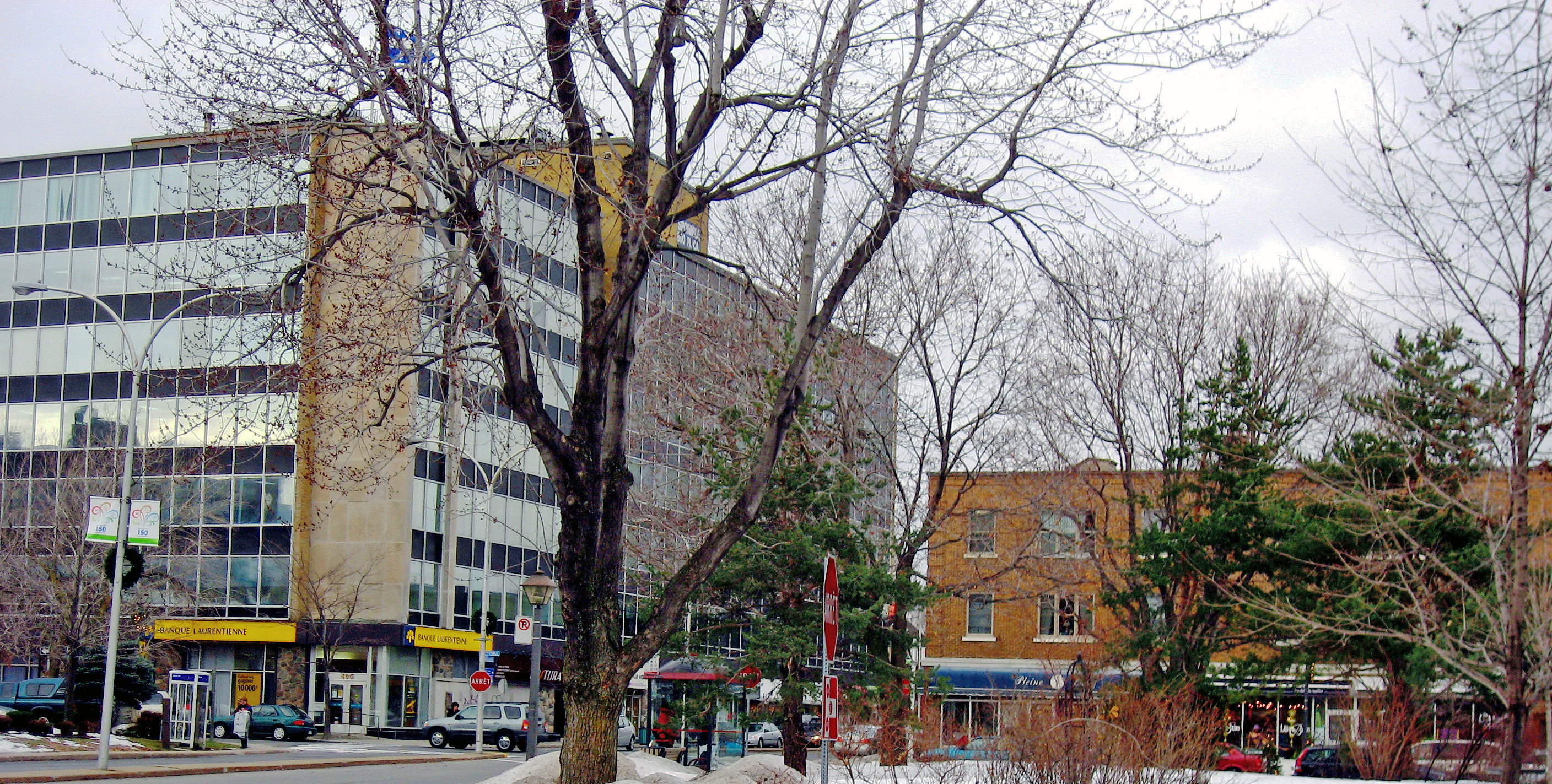
Autre vue du centre-ville.

Majoritairement anglophone au début du vingtième siècle, la ville est de plus en plus habitée par une grande partie de l'élite francophone de Montréal à cause de sa proximité des ponts Champlain, Victoria et Jacques-Cartier. Elle est reconnue comme la 8e ville la plus fortunée au Québec, où 16 % des ménages sont millionnaires. Selon Statistique Canada, le salaire moyen par famille à Saint-Lambert est de 134 200 $.
Au cours du XXe siècle, elle acquiert aussi une réputation de prestige et une confiance de ses concitoyens[réf. nécessaire]. Maintenant, elle est souvent comparée aux villes d'Outremont et de Mont-Royal. Les années 2000 ont vu naître un nouveau quartier résidentiel érigé sur les derniers terrains disponibles dans les limites de la ville : Le Haut-St-Lambert. Ses constructions neuves, bien que cossues, forment un contraste que d'aucuns jugent malheureux avec l'architecture d'époque[réf. nécessaire] qui caractérise une bonne partie de la ville. La ville de Saint-Lambert est la dernière municipalité sans alcool, loi Scott du temps de la prohibition -1920- au Québec.

### Héraldique
| Maximus in minimis |
| ------------------ |

| L'écu de Saint-Lambert se blasonne ainsi : D’azur au navire d’argent soutenu d’une champagne ondée du même, crêtée d’azur, au chef d’or chargé d’un cor de sable accosté d’une fleur de lis d’azur et d’une rose de gueules. |

### Fusion et défusion
Saint-Lambert a été fusionnée à Longueuil du 1er janvier 2002 au 31 décembre 2005. Durant cette période, elle forme un arrondissement de Longueuil avec la ville de Lemoyne, soit l'arrondissement Saint-Lambert/LeMoyne. À la suite d'un référendum, les habitants ont décidé de se défusionner et Saint-Lambert est redevenue une ville indépendante le 1er janvier 2006. Elle est alors incorporée à l'agglomération de Longueuil, partageant certaines responsabilités avec Longueuil qui a conservé un pouvoir de taxation sur ses habitants. Longueuil est la ville-centre de Saint-Lambert.

## Géographie
La municipalité est située sur la rive sud du fleuve Saint-Laurent. La voie maritime du Saint-Laurent en délimite le nord-ouest.

## Démographie
| 1861 | 1871 | 1881 | 1891 | 1901  | 1911  | 1921  |
| ---- | ---- | ---- | ---- | ----- | ----- | ----- |
| 350  | 327  | 332  | 906  | 1 362 | 3 334 | 3 890 |

| 1931  | 1941  | 1951  | 1961   | 1971   | 1981   | 1991   |
| ----- | ----- | ----- | ------ | ------ | ------ | ------ |
| 6 075 | 6 417 | 8 719 | 15 532 | 18 616 | 20 557 | 20 976 |

| 1996   | 2001   | 2006   | 2011   | 2016   | 2021   | - |
| ------ | ------ | ------ | ------ | ------ | ------ | - |
| 20 971 | 21 051 | 21 599 | 21 555 | 21 861 | 22 761 | - |

En 2001, la ville comptait 21 051 individus, répartis entre 75 % de francophones, 17 % d'anglophones et 8 % d'allophones.

## Administration

### Conseil municipal
Les élections municipales se font en bloc, aux quatre ans, et suivant un découpage de huit districts.
|            | 2009-2013          | 2013-2017         | 2017-2021            | 2021-2025                    |
| Maire      | Philippe Brunet    | Alain Dépatie     | Pierre Brodeur       | Pascale Mongrain             |
| District 1 | Gilles Girard      | Jean Bouchard     | Francis Le Chatelier | Francis Le Chatelier         |
| District 2 | Gilles Therrien    | Martin Smith      | Philippe Glorieux    | Claude Ferguson              |
| District 3 | Natalie Kirk       | Boris Chassagne   | Bernard Rodrigue     | Alexandrine Lamoureux-Salvas |
| District 4 | François Boissy    | Dominique Lebeau  | Julie Bourgoin       | Julie Bourgoin               |
| District 5 | Marc-André Croteau | Jean-Pierre Roy   | Loïc Blancquaert     | Loïc Blancquaert             |
| District 6 | Francis Dumais     | Hugues Létourneau | Brigitte Marcotte    | Liette Michaud               |
| District 7 | Alain Dépatie      | David Bowles      | David Bowles         | Virginie Dostie-Toupin       |
| District 8 | Martin Croteau     | Martin Croteau    | France Désaulniers   | Stéphanie Verreault          |

### Historique des maires
La mairesse actuelle, pour le mandat 2021-2025, est Pascale Mongrain.
Auparavant, le maire de la ville est Pierre Brodeur, pour le mandat 2017 à 2021, qui succède à Alain Dépatie avec 38,7% des suffrages.

L'hôtel de ville de Saint-Lambert.

| Saint-Lambert Maires depuis 2005                                                                                     |                  |         |          |
| Élection | Maire            | Qualité | Résultat |
| 2005 | Sean Finn        |         | Voir     |
| 2009 | Philippe Brunet  |         | Voir     |
| 2013 | Alain Dépatie    |         | Voir     |
| 2017 | Pierre Brodeur   |         | Voir     |
| 2021 | Pascale Mongrain |         | Voir     |
| Élection partielle en italique Depuis 2005, les élections sont simultanées dans toutes les municipalités québécoises |                  |         |          |

### Représentation électorale
Saint-Lambert est située dans la circonscription fédérale de Brossard–Saint-Lambert, représentée par la députée du Parti libéral du Canada, Alexandra Mendès, et dans la circonscription provinciale de Laporte, représentée par la députée de la Coalition avenir Québec, Isabelle Poulet.

## Éducation

Le Collège Durocher–Saint-Lambert.

On retrouve trois écoles primaires francophones à Saint-Lambert, l'École Rabeau, l'École Préville et l'École des Saints-Anges, ainsi qu'une école primaire anglophone, St. Lambert Elementary. Le Collège Durocher–Saint-Lambert, une école secondaire privée, y est également situé.

## Services
Un réseau cyclable très élaboré est présent à Saint-Lambert. Une passerelle pour vélos permet aux habitants de se rendre directement au Parc Jean-Drapeau. Depuis 1959, les écluses de Saint-Lambert permettent aux navires de se rendre jusqu'aux Grands Lacs.
Le Centre culturel de Saint-Lambert offre également plusieurs choix d’ateliers, de conférences, d’activités culturelles et sportives et de cours divers. De plus, on y retrouve le Conservatoire de musique de la Montérégie, sous la direction de Marie-Anne Rozankovic où enseignent plusieurs musiciens connus et les musiciens du Quatuor de la Montérégie, qui est en résidence au Conservatoire. Il a coûté environ 10 millions de dollars aux contribuables. Il assure la connexion entre l’aréna et la piscine municipale. La réalisation de ce projet a nécessité un investissement admissible total de 9 184 814 $. Les gouvernements du Québec et du Canada ont accordé chacun 3 061 604 $, ce qui représente une aide financière gouvernementale totale de 6 123 208 $, alors que la Ville de Saint-Lambert a participé au projet pour un montant de 3 061 606 $.
L'Orchestre symphonique du Conservatoire de musique de la Montérégie (OSCM), est un des fleurons de la culture lambertoise[réf. souhaitée]. Cet orchestre de formation pour les jeunes a fait ses débuts en 2014 avec la série « Matinées symphoniques », un programme supporté par le Service des Loisirs, du sport et de la culture, pour initier le grand public et les jeunes à la musique classique et son histoire. L'orchestre est aussi un outil pédagogique (crédité) important pour l'École de musique Vincent d'Indy (EMVI).
À chaque été, le camp musical du Conservatoire de musique de la Montérégie accueille de jeunes musiciens en démarrage lors de la saison des camps d'été.
C'est aussi à Saint-Lambert que réside l'Association des orchestres des jeunes de la Montérégie (AOJM), fondée en 1974 par André Neuburger. Cette association est formée de trois orchestres : l'Orchestre symphonique des Jeunes de la Montérégie, dirigé par Georges-Étienne D'Entremont, l'Orchestre à Cordes des Jeunes de la Montérégie, dirigé par Nicole Lauzière, ainsi que l'ensemble Prélude, dirigé par Zoé Dumais.

## Sports

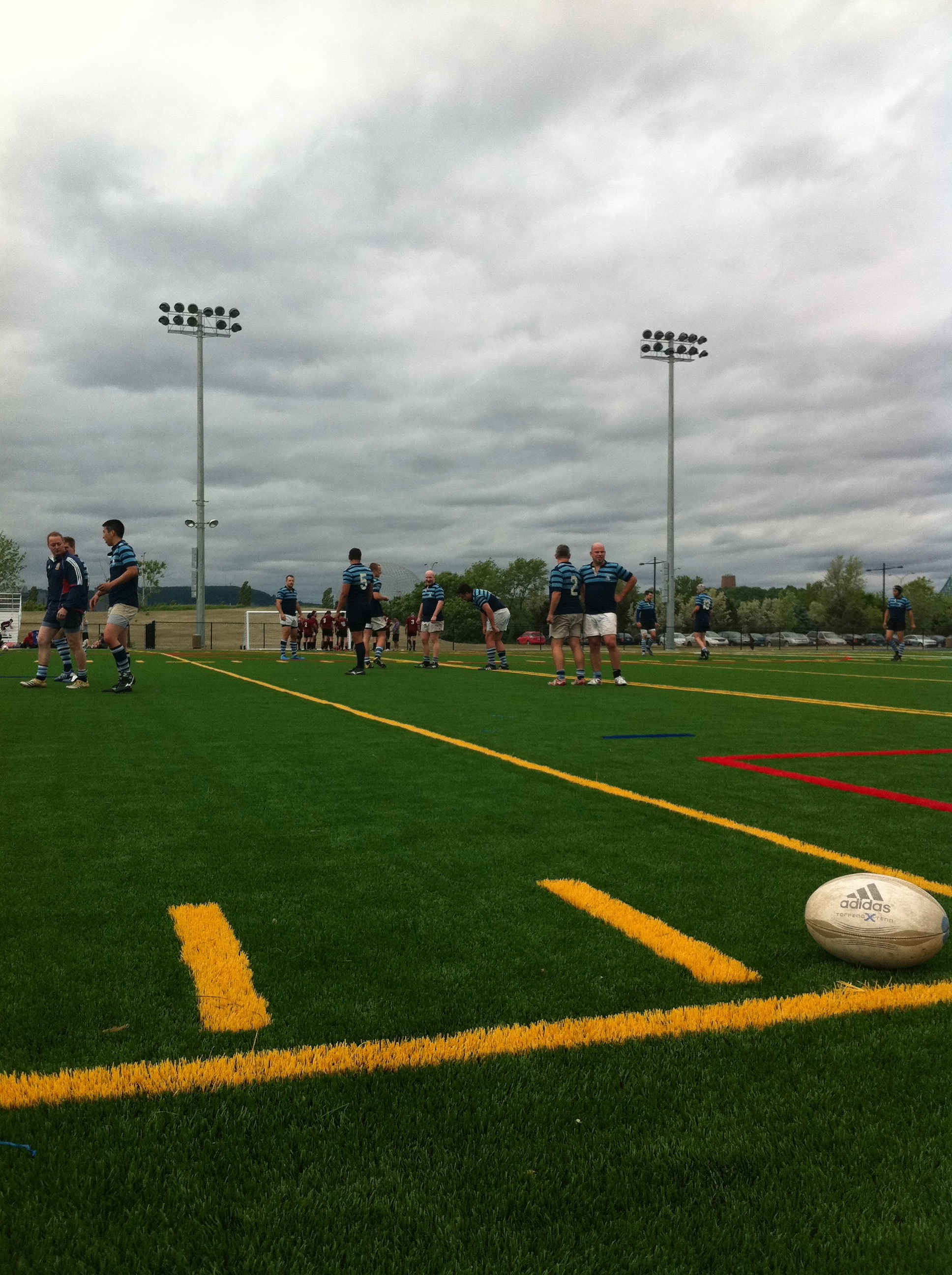
Le parc de la Voie maritime.

Saint-Lambert compte une association de hockey mineur. Les Red-Wings de Saint-Lambert  possèdent une équipe à tous les niveaux, de novice à sénior. Chaque année, les joueurs sont invités à participer à un tournoi-échange de hockey avec la ville américaine de Marblehead en banlieue de Boston.
Saint-Lambert compte un club de patinage artistique, Club de patinage artistique (CPA) Saint-Lambert. Ce club existe depuis plus de 20 ans. Il contient plus de 150 patineurs âgés de 3 ans et plus. Le club est membre de Patinage Canada, Patinage Québec et Patinage Rive-Sud.
Saint-Lambert compte également un club de soccer, l'Association de soccer de Saint-Lambert. Le club a été fondé le 18 avril 1985. Il compte quelque 1 500 joueuses et joueurs[réf. souhaitée] qui évoluent au sein d'équipes locales, inter-villes et inter-régionales. Deux terrains de soccer principaux se retrouvent à Saint-Lambert, le parc de la voie maritime #1 et #3. Le parc #3 a été mis en place en 2010 avec un investissement de 1 739 049 $ des gouvernements québécois et canadien et ensuite, la ville de Saint-Lambert complète le lot avec un investissement de 1 768 715 $. Pour un total de 3 507 764 $.
Le Club de rugby des Locks de Saint-Lambert (2 équipes masculines, 2 équipes féminines et un club junior) s'entraîne sur son territoire depuis 1984.
Le club de water-polo Saint-Lambert regroupe des équipes tant masculines que féminines de niveaux 10U à 19U.
La municipalité compte également l‘Association de baseball de Saint-Lambert pour l’organisation d’équipes tant pour les jeunes que pour les adultes.
Saint-Lambert est doté de trois terrains de pétanque aux parcs Préville, de Dulwich et Saint-Denis.

## Transport

La gare Saint-Lambert, en arrière-plan.

Saint-Lambert est desservie par plusieurs infrastructures de transport, notamment la gare Saint-Lambert, qui est érigée sur la ligne de train de banlieue du Réseau de transport métropolitain (Exo) reliant Montréal et Mont-Saint-Hilaire. Le transport en commun par autobus et le transport adapté sont assurés par le Réseau de transport de Longueuil (RTL). Jusqu'à 1956, il y avait un tramway interurbain, le Montreal and Southern Counties Railway. Aussi d'autres trains empruntent la ligne d'Exo : celui qui relie, par le corridor Québec-Windsor, Québec à Montréal, ou Montréal à New York, dirigé par l'AMTRAK.

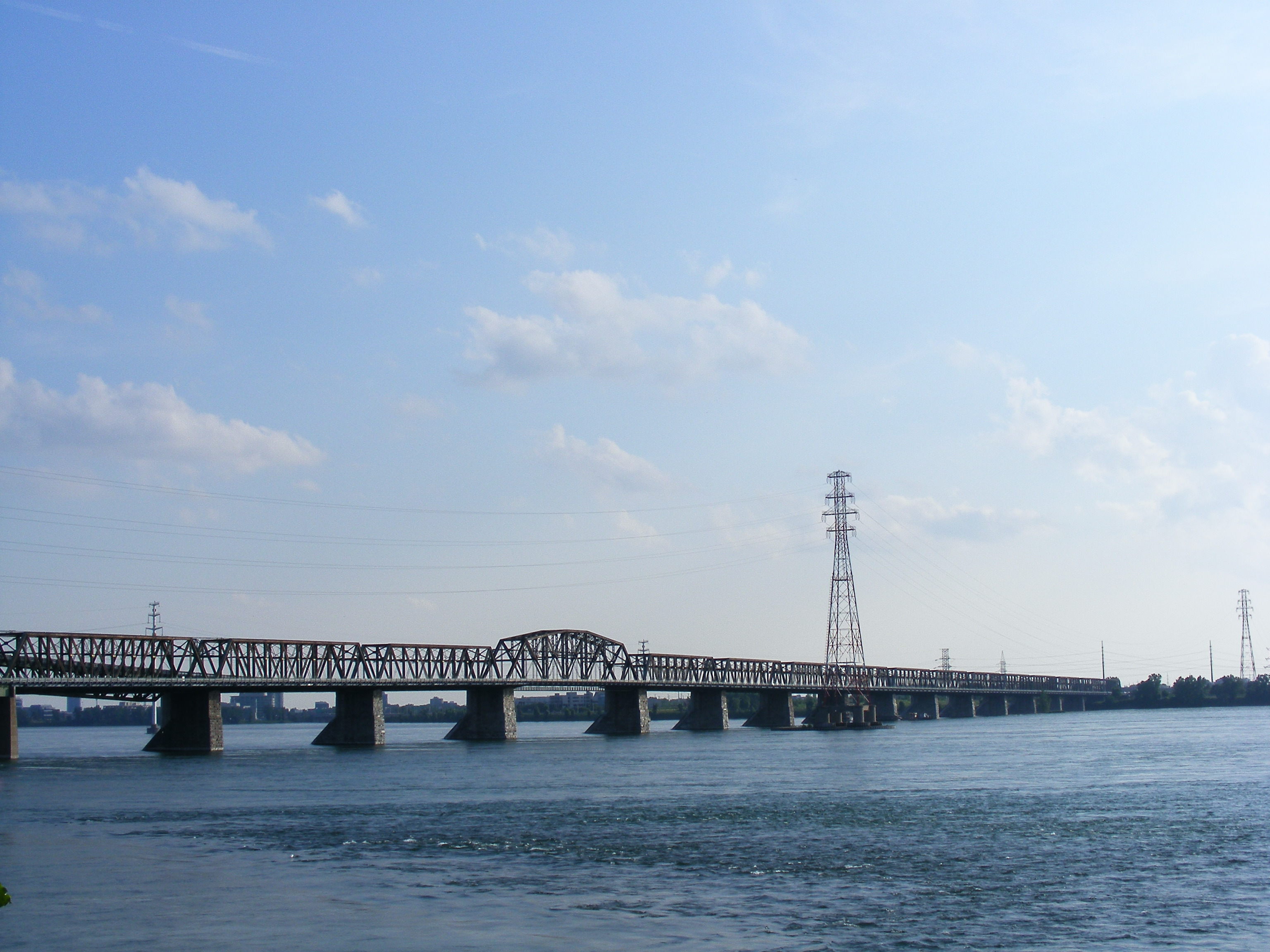
Le pont Victoria.

Saint-Lambert est également traversée par l'autoroute 20 et les routes 112 et 132. Y aboutit également le pont Victoria, un pont mi-routier mi-ferroviaire reliant la ville au centre-ville de Montréal.

## Culture
On y a tourné en 2016 La Chute de Sparte, retraçant l'histoire de Steeve un jeune en difficulté sociale.
Depuis 2011, la ville est le siège du Festival Classica, dont le directeur artistique est le baryton Marc Boucher.

## Règlements
Les citoyens de Saint-Lambert ne peuvent pas posséder plus de deux animaux domestiques et ceux-ci ne peuvent être des animaux exotiques, sauvages ou de la ferme.

## Personnalités
- Marc Labrèche, acteur.
- Léane Labrèche-Dor, comédienne et humoriste.
- Micheline Lanctôt, actrice et réalisatrice.
- Michel Rivard, auteur-compositeur-interprète.
- Benoît Brière, acteur.
- Julie Doucet, autrice de bande dessinée.
- Mariana Mazza, humoriste[32]